# にかほ市立平沢小学校
にかほ市立平沢小学校（にかほしりつ ひらさわしょうがっこう）は、秋田県にかほ市にある公立小学校。通称は平小（ひらしょう）。

## 沿革
- 1874年（明治7年）9月7日 - 平沢小学校として開校[1]。
- 1877年（明治10年） - 両前寺分校を統合[2]。
- 1882年（明治15年） - 三森小学校と芹田小学校を当校の分校に移行。「仁賀保小学校」に改称[3]。
- （大正13年）9月7日 - 開校50周年記念式典ならびに奉安所落成式を挙行する
- 1886年（明治19年） - 「平沢尋常小学校」に改称[3]。芹田分校を三森分校に統合[1]。
- 1894年（明治27年） - 高等小学校を併置[3]。
- 1902年（明治35年） - 三森分校を統合[2]。
- 1903年（明治36年） - 校舎を改築[3]。
- 1910年（明治43年）8月10日 - 校歌を制定[2]。
- 1941年（昭和16年）4月1日 - 国民学校令施行により、「平沢町立平沢国民学校」に改称[2]。
- 1947年（昭和22年）4月1日 - 学制改革により、「平沢町立平沢小学校」に改称[2]。
- 1954年（昭和29年）12月22日 - 創立80周年記念式典並びに増改築工事竣工式を挙行する。
- 1963年（昭和38年）9月10日 - 給食室竣工、完全給食開始。
- 1955年（昭和30年）3月31日 - 町村合併により仁賀保町となり、「仁賀保町立平沢小学校」に改称[2]。
- 1972年（昭和47年）2月 - 新体育館完成。
- 1974年（昭和49年）9月7日 - 創立100周年記念式典挙行。
- 1984年（昭和59年）9月9日 - 創立110周年記念祝賀会挙行。
- 1988年（昭和63年）9月9日 - 新校舎竣工式典を挙行。
- 1994年（平成6年）9月7日 - 創立120周年記念式典挙行。
- 2004年（平成16年）9月9日 - 創立130周年おめでとう集会 開催。
- 2005年（平成17年）10月1日 - 町合併によりにかほ市となり、「にかほ市立平沢小学校」に改称[4]。
- 2014年（平成26年）
  - 9月1日 - 創立140周年記念航空写真撮影
  - 10月10日 - 創立140周年記念式典挙行
- 2024年（令和6年）10月25日 - 創立150周年記念式典挙行[5]。

## 校歌
校歌は新旧2つある。
旧校歌は「平沢尋常高等小学校校歌」というもので、尋常高等小学校時代の1910年に制定した。作曲は小松耕輔が手掛けた。当時校歌の制定にあたっては、文部省からの認可が必要であり、選定には吉岡郷甫があたった。歌は4番まであり、1番は地域について歌われている。
新校歌は1967年8月10日に制定した。作詞：戸蒔良吉、作曲：小松耕輔、編曲：豊島重孝。

## 児童数・学級数
| 年度                      | 男子 | 女子 | 計  | 増減 | 学級数 | 増減 | 備考         | 出典   |
| ------------------------- | ---- | ---- | --- | ---- | ------ | ---- | ------------ | ------ |
| 1997（平成9）年度         | 257  | 224  | 481 |      | 16     |      |              | [ 10 ] |
| 2003（平成15）年度        | 247  | 256  | 503 | +22  |        |      |              | [ 11 ] |
| 2004（平成16）年度        | 246  | 245  | 491 | -12  |        |      | 創立130周年  | [ 12 ] |
| 2005（平成17）年度        | 230  | 240  | 470 | -21  |        |      | にかほ市誕生 | [ 13 ] |
| 2006（平成18）年度        | 223  | 232  | 455 | -15  |        |      |              | [ 14 ] |
| 2007（平成19）年度        | 204  | 226  | 430 | -25  | 17     |      |              | [ 15 ] |
| 2008（平成20）年度        | 190  | 211  | 401 | -29  |        |      |              | [ 16 ] |
| 2009（平成21）年度        | 195  | 194  | 389 | -12  |        |      |              | [ 17 ] |
| 2010（平成22）年度        | 199  | 197  | 396 | +7   |        |      |              | [ 18 ] |
| 2011（平成23）年度        | 214  | 193  | 407 | +11  | 15     |      |              | [ 19 ] |
| 2012（平成24）年度        | 202  | 183  | 385 | -22  | 14     |      |              | [ 20 ] |
| 2013（平成25）年度        | 206  | 187  | 393 | +8   |        |      |              | [ 21 ] |
| 2014（平成26）年度        | 210  | 183  | 393 | 0    |        |      | 創立140周年  | [ 22 ] |
| 2015（平成27）年度        | 194  | 174  | 368 | -15  |        |      |              | [ 23 ] |
| 2016（平成28）年度        | 167  | 155  | 332 | -36  | 12     |      |              | [ 24 ] |
| 2017（平成29）年度        | 166  | 170  | 336 | +4   | 11     | -1   |              | [ 25 ] |
| 2018（平成30）年度        | 159  | 168  | 327 | -9   | 12     | +1   |              | [ 26 ] |
| 2019（平成31/令和元）年度 | 145  | 154  | 299 | -38  |        |      |              | [ 27 ] |
| 2020（令和2）年度         | 143  | 146  | 289 | -10  |        |      |              | [ 28 ] |
| 2021（令和3）年度         | 144  | 150  | 294 | +5   |        |      |              | [ 29 ] |
| 2022（令和4）年度         | 139  | 162  | 301 | +7   |        |      |              | [ 30 ] |
| 2023（令和5）年度         | 135  | 144  | 279 | -22  | 14     |      |              | [ 31 ] |
| 2024（令和6）年度         | 121  | 138  | 259 | -20  | 12     | -2   | 創立150周年  | [ 32 ] |
| 2025（令和7）年度         | 119  | 124  | 264 | +5   | 13     | +1   |              | [ 33 ] |

## 部活動

### 運動部
- 野球部
- サッカー部
- バレーボール部
  - 1991年に全国大会に、1993年に東北大会に出場している。
  - 1997年にスポ少バレーライオンズカップ小学生全国大会に出場 している[34]。
- 男子バスケット部
- 女子バスケット部
  - 1984年に東北大会に出場している。
- 水泳部

### 文化部
- 吹奏楽部[35]
  - 1992年から94年、97年、99年・2000年に東北大会出場をしており、97年、99年・2000年には金賞を受賞している。
  - 1997年には全日本マーチングフェスティバルで最優秀賞を受賞した。
  - 1999年には、全日本アンサンブルコンテスト東北大会で金賞を受賞している。

## 主な出身者
- 三浦サリー

## アクセス
- JR東日本羽越本線仁賀保駅から、徒歩10分。